# Sankt Georgs metropolitkyrka
Sankt Georgs metropolitkyrka är en cypriotisk-ortodox kyrkobyggnad belägen i staden Paralimni i Famagusta distrikt, på Cypern.
Kyrkan är helgad åt den romerske martyren, soldaten och helgonet Sankt Göran.

## Historik
Sankt Georgs metropolitkyrka ritades av arkitekten Michalis A. Kokkinos.
Kyrkan började att byggas år 1963 och stod klar 1966. Den invigdes den 21 september 1969 av Cyperns dåvarande ärkebiskop, Makarios III.
Kyrkan började inte att målas förrän 1995 av professor Sozos Giannoudis.

## Kyrkan
- Kyrkan är byggd i bysantinsk stil.[3]
- Kyrkan är formad som ett kors.[1]
- Den har en kapacitet för omkring 2000 personer.[1][2]
- Ikonostasen är snidad och gjord av trä.[1]